# آغستفا
آغستفا (به لاتین: Ağstafa) شهری در شهرستان آغستفا کشور جمهوری آذربایجان است. جمعیت این شهر بر اساس سرشماری سال ۱۹۸۹ میلادی، ۹٫۹۶۲ نفر و بر اساس سرشماری سال ۲۰۰۸ میلادی، ۱۲٫۰۰۰ بوده‌است.

## نگارخانه

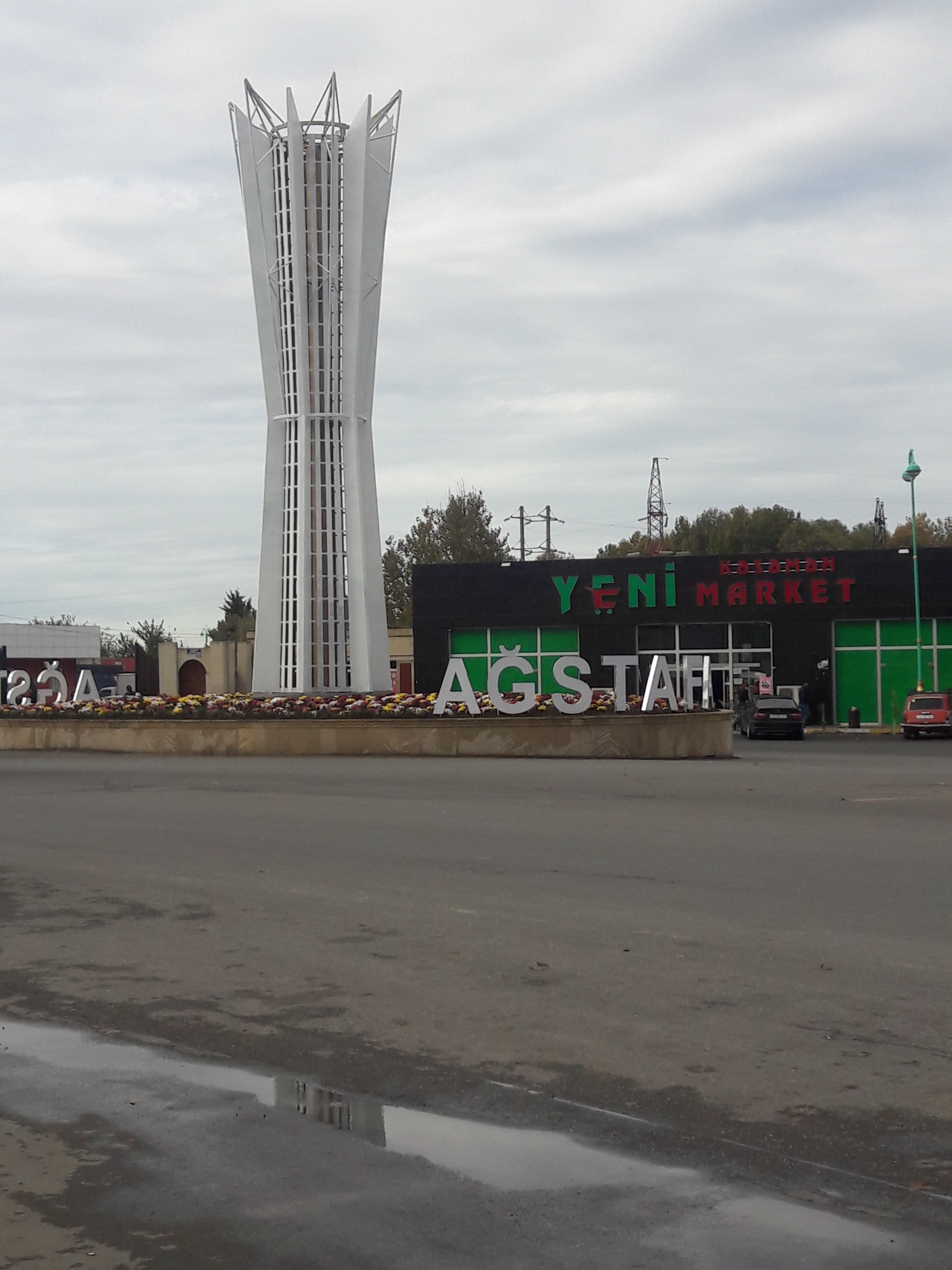
آغستفا